# Athinaikós (club de bàsquet femení)
L'Athinaikós Athlitikós Síl·logos (grec: Αθηναϊκός Αθλητικός Σύλλογος) és la secció de basquet femení del club grec Athīnaïkos Athlītikos Syllogos, de la ciutat d'Atenes.
L'Athinaikós va liderar la lliga grega femenina, guanyant quatre campionats consecutius i tres copes consecutives. El seu domini fou tan aclaparador que entre el 2008 i el 2012 tingué una ratxa de 105 victòries consecutives. La 91a ja li valgué el rècord Guinness. La fita més important del club va ser la conquesta de l'EuroCup de la temporada 2009-10, que va ser la primera copa guanyada per qualsevol club grec de bàsquet femení en competicions d'àmbit europeu.

## Palmarès
- FIBA EuroCup femenina
  - Campiones (1): 2009–10
- Lligues gregues
  - Campiones (4): 2008-09, 2009-10, 2010-11, 2011-12
- Copes gregues
  - Campiones (3): 2009-10, 2010-11, 2011-12